# Bulbophyllum lemurense
Bulbophyllum lemurense é uma espécie de orquídea (família Orchidaceae) pertencente ao gênero Bulbophyllum. Foi descrita por Jean Marie Bosser e Phillip James Cribb em 1999.